# Transromanica

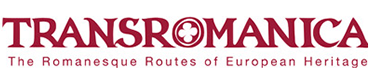

Transromanica is sinds 2007 een Europese Culturele Route van de Raad van Europa. De route verenigt sites met romaanse bouwkunst. De route loopt door Duitsland, Oostenrijk, Portugal, Spanje, Frankrijk, Italië, Slowakije, Servië, Kroatië, Roemenië. In Duitsland is de toeristische autoroute Straße der Romanik er een deel van.

## Afbeeldingen

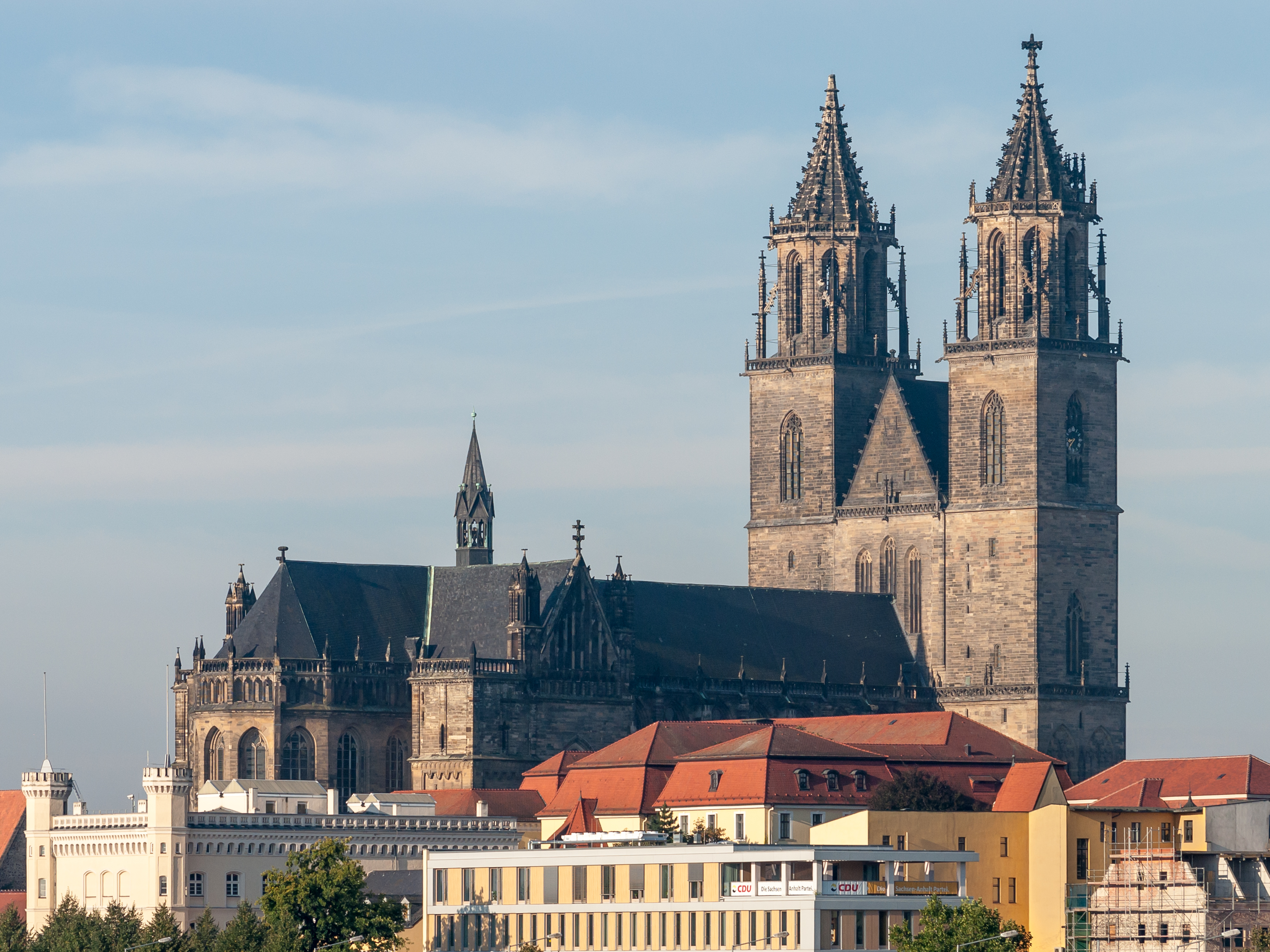
Dom van Maagdenburg
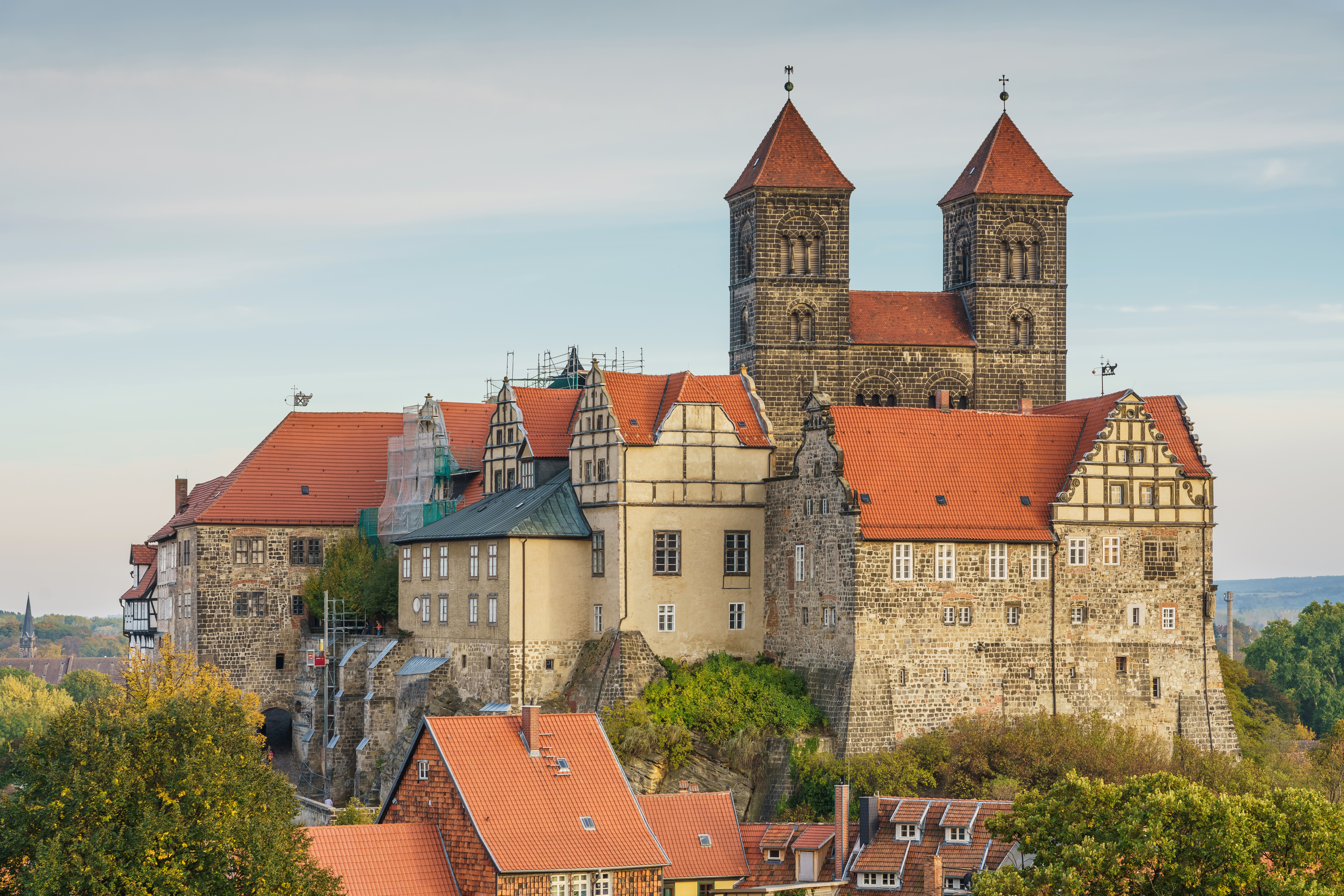
Quedlinburg
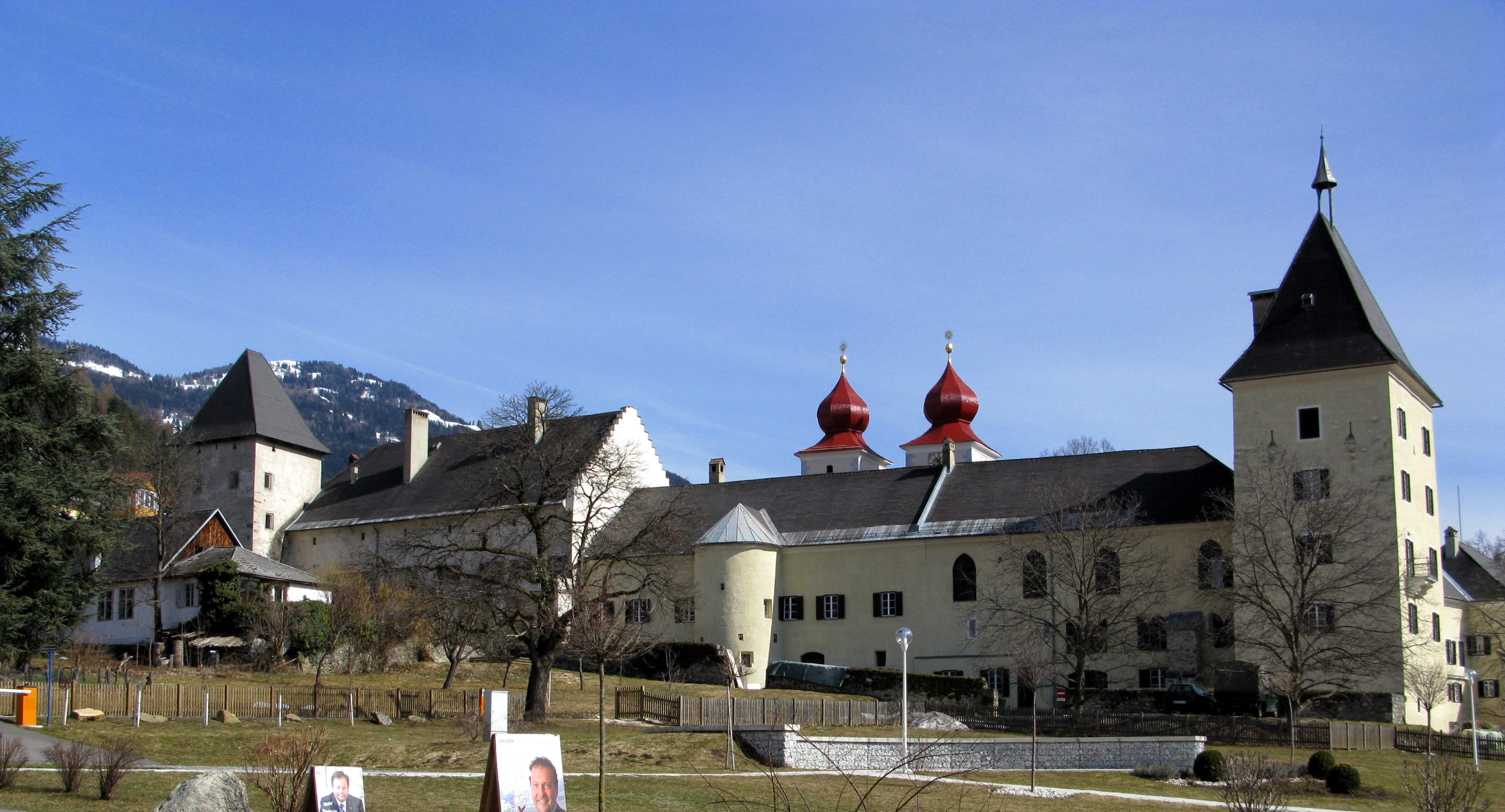
Millstatt
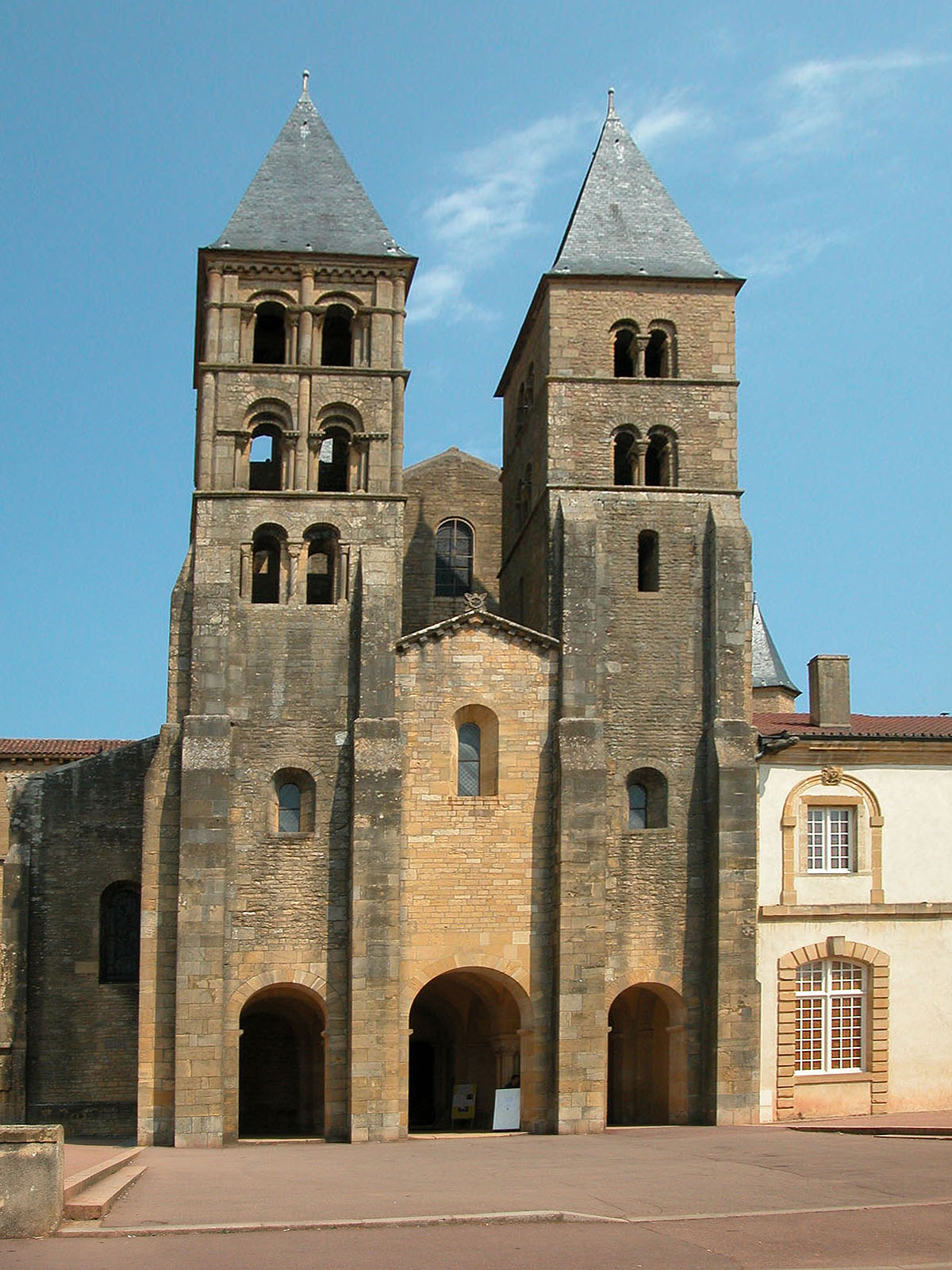
Paray-le-Monial
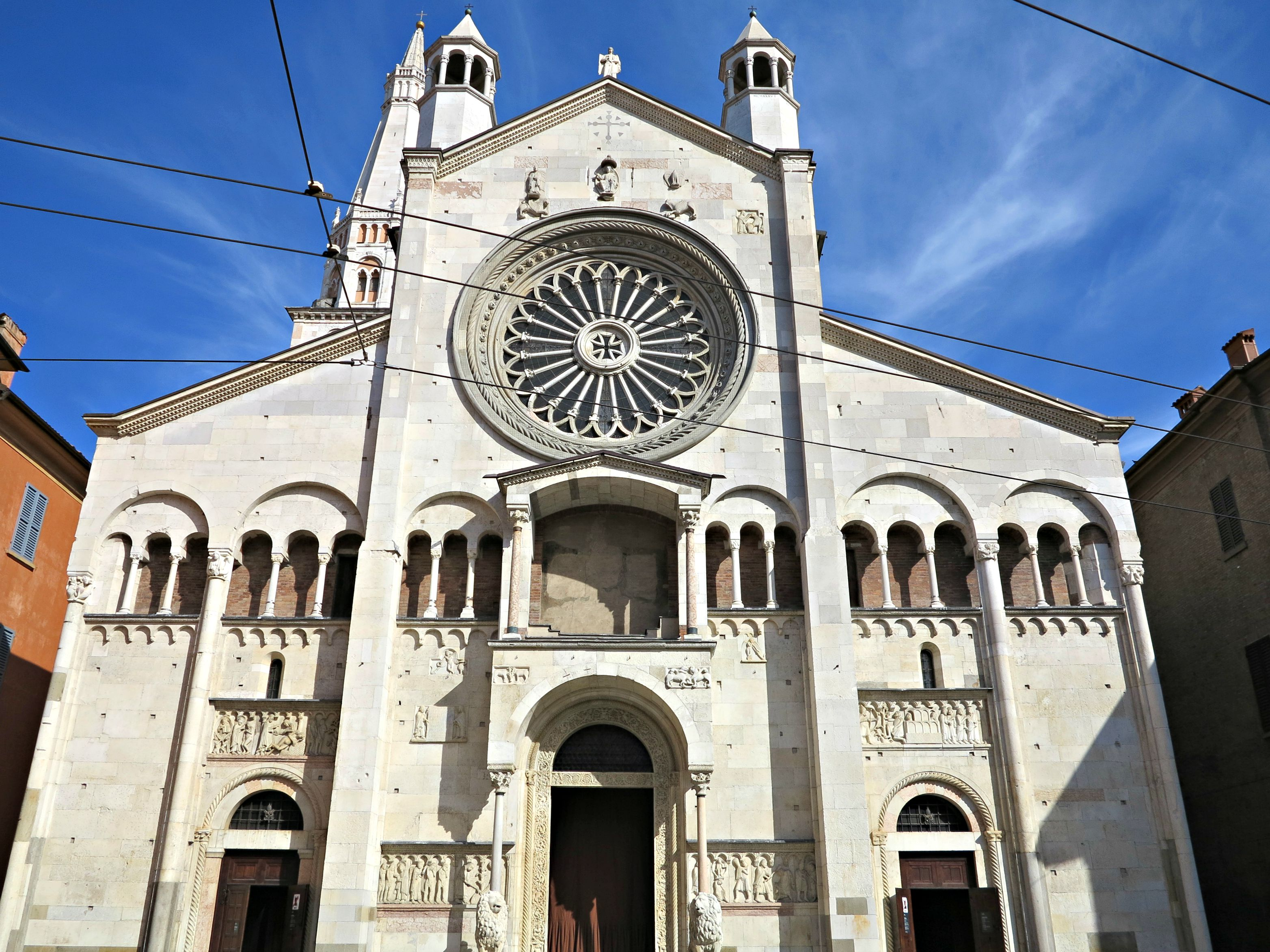
Duomo di Modena
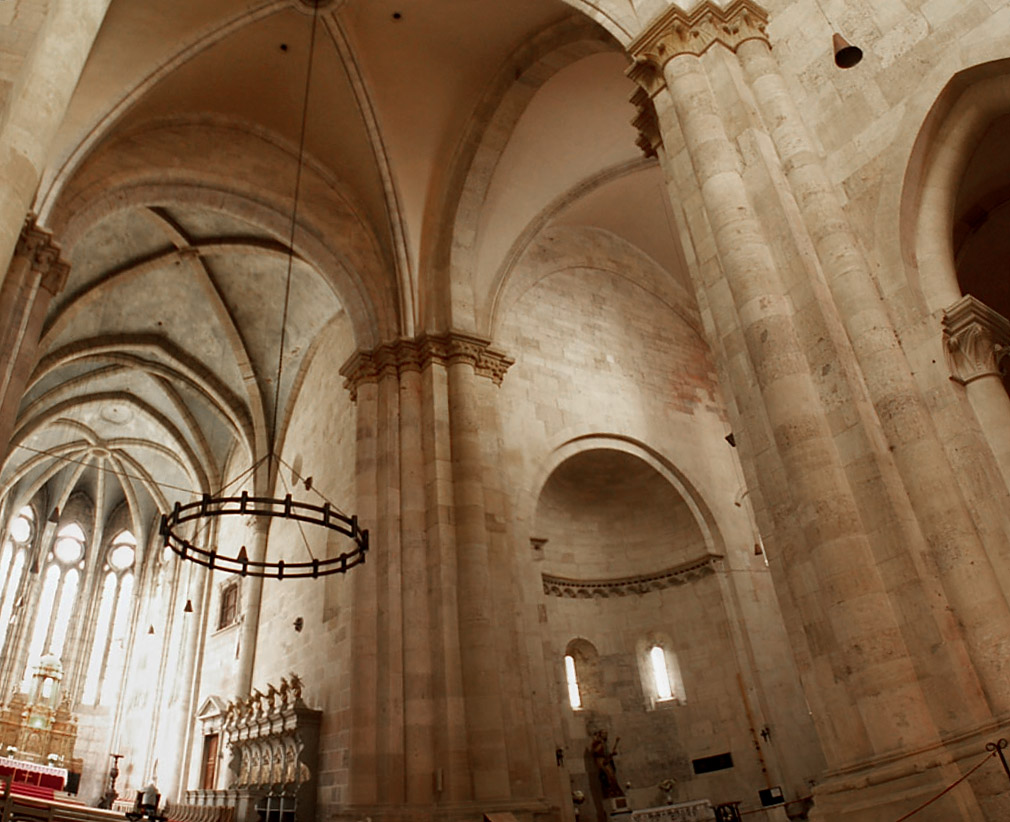
Alba Iulia
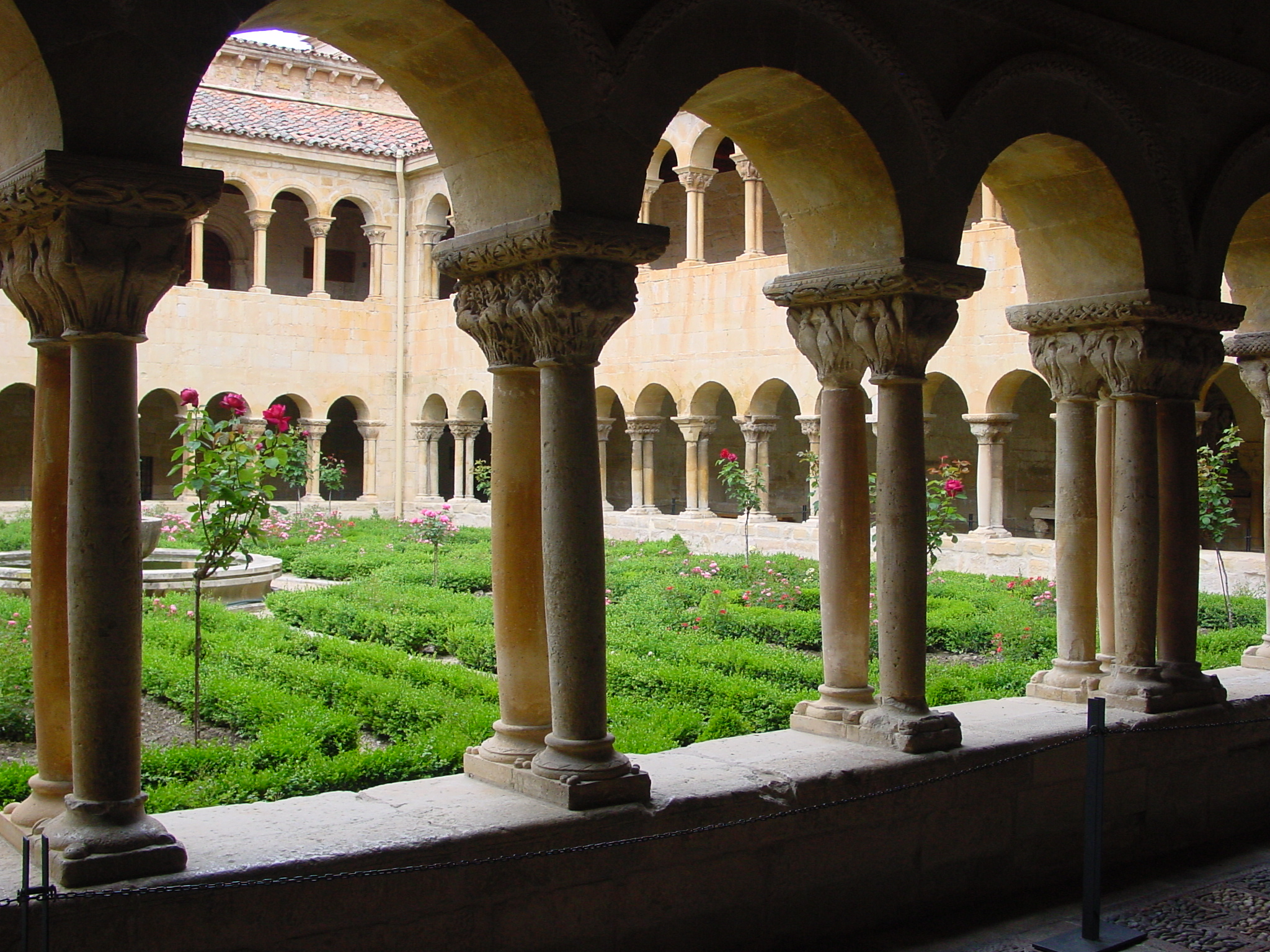
Abdij van Santo Domingo de Silos
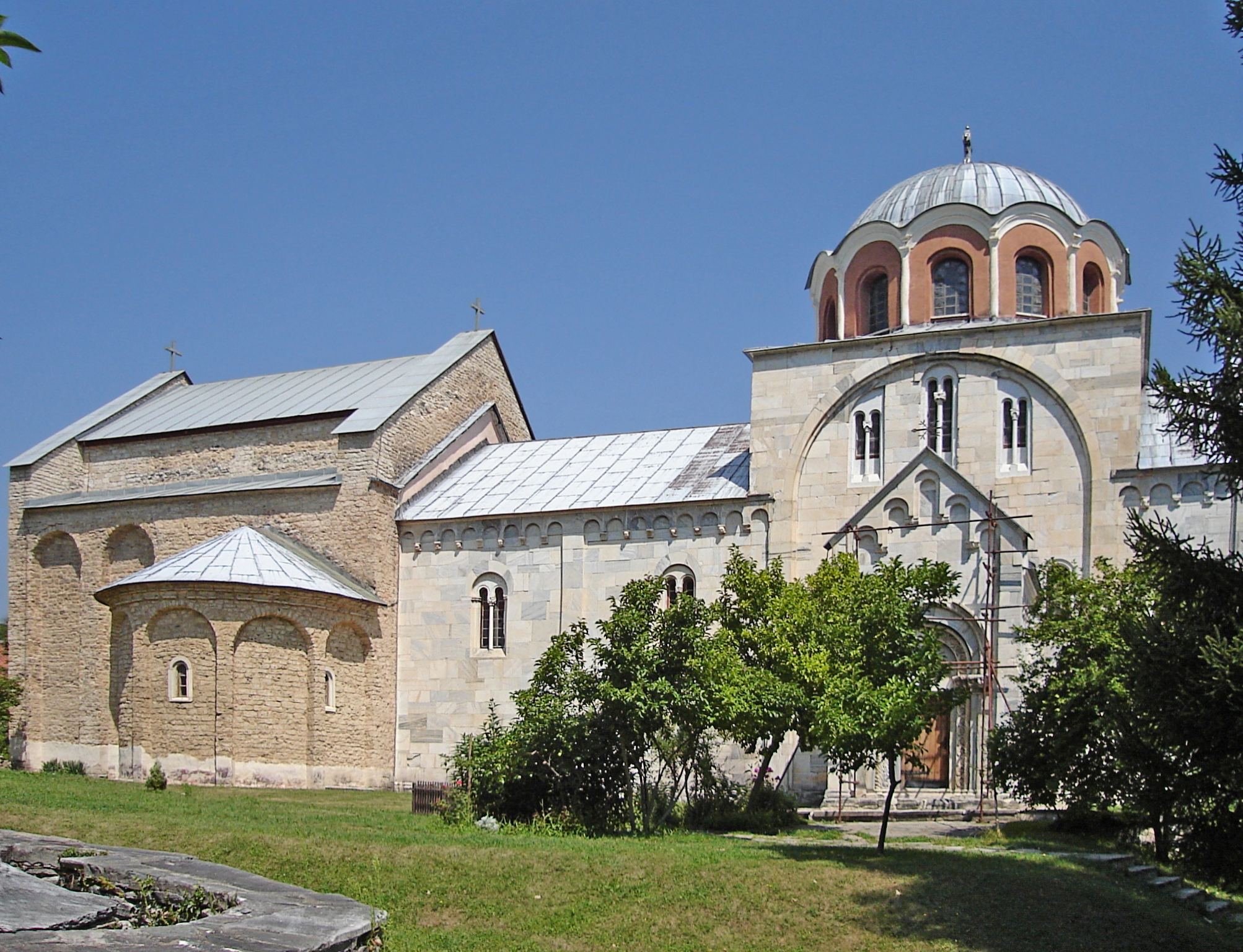
Studenicaklooster
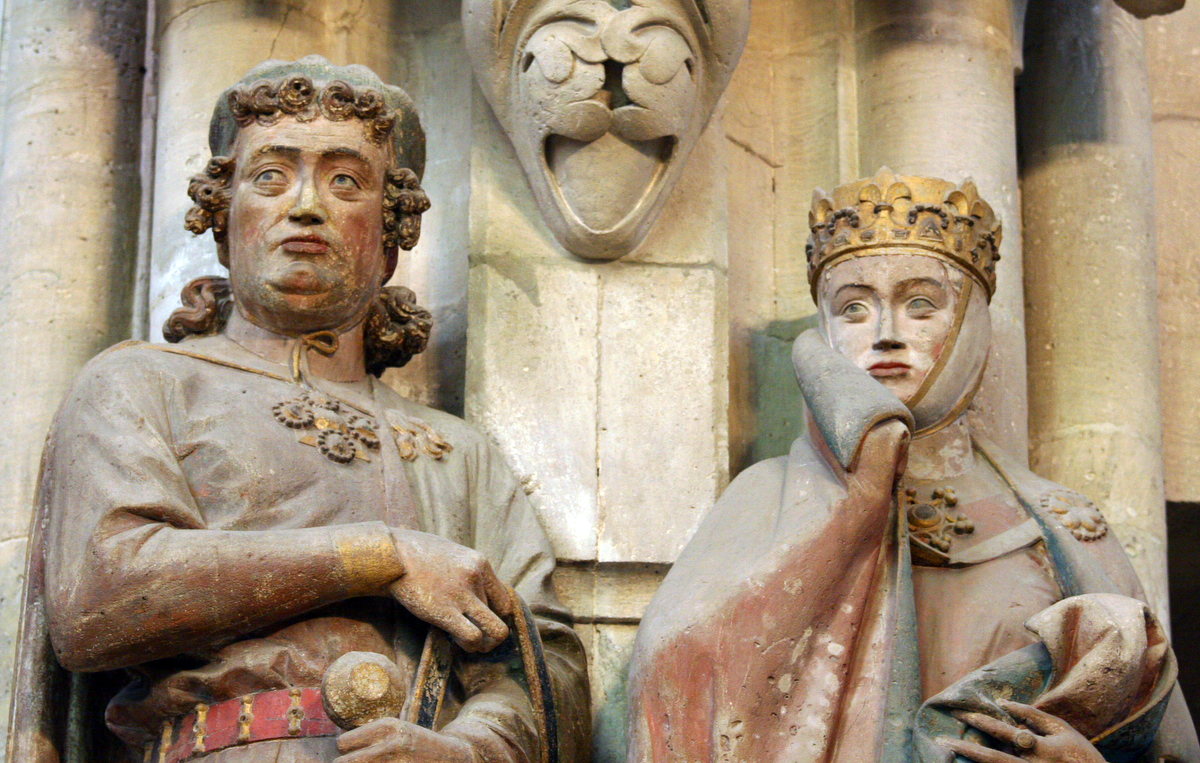
Dom van Naumburg